# يوشيا هارمار
يوشيا هارمار (بالإنجليزية: Josiah Harmar)‏ (10 نوفمبر 1753- 20 أغسطس 1813) كان ضابطًا في جيش الولايات المتحدة خلال حرب الاستقلال الأمريكية والحرب الهندية الشمالية الغربية. وشغل منصب كبير الضباط في الجيش لمدة ست سنوات وسبعة أشهر (أغسطس 1784 إلى مارس 1791).

## بداية حياته
ولد يوشيا هارمار في فيلادلفيا، بنسلفانيا، وتعلم في مدرسة كواكر.

## الثورة الأمريكية
بدأ مسيرته العسكرية خلال الحرب الثورية الأمريكية، حيث حصل على رتبة نقيب في عام 1775. وفي نفس العام، شارك هارمر لأول مرة في الميدان خلال الغزو الأمريكي لكندا، حيث كان يقاتل في معركة كيبك. خدم في عهد جورج واشنطن وهنري لي خلال الحرب. وكان هرمار أحد ضباط الجيش القاري الذين خدموا في واشنطن في شتاء 1777-1778 في فالي فورغ. وكان لدى واشنطن رأي كبير في هرمار خلال الحرب الثورية حيث كتب أن هارمار «من السادة.. وقد عرفته شخصيا كأحد أفضل الضباط في الجيش». وبحلول نهاية الحرب، كان هارمار يخدم كمساعد للجنرال ناثانال غرين، الذي قاد الجيش القاري في الجنوب.
كان هارمار عضوًا متجذرا في جمعية بنسلفانيا في سينسيناتي عندما تأسست في 4 أكتوبر 1783. وفي اليوم نفسه، انتخب سكرتيرًا للجمعية، حيث عمل هناك لعامين.

## الخدمة في الإقليم الشمالي الغربي
في ثمانينيات القرن الثامن عشر، تمنى العديد من الأميركيين تسوية «الشمال الغربي القديم» كما كان الغرب الأوسط معروفًا في ذلك الوقت، وهو ما يعني بطبيعة الحال تهجير القبائل الهندية التي تعيش هناك. وبدعم من البريطانيين الذين كانوا لا يزالون يحتفظون بثمار تجارة الفراء في الشمال الغربي القديم، كان هنود الكونفدرالية الغربية عاقدين العزم على معارضة الأميركيين. ففي عام 1784 لم يكن لدى الولايات المتحدة المستقلة حديثًا أي جيش تقريبًا، حيث تم حل الجيش القاري بموجب معاهدة باريس في عام 1783. وفي عام 1784، كان جيش الولايات المتحدة بالكامل يتألف من 55 مدفعيًّا فقط في وست بوينت و25 آخرين في فورت بيت (بيتسبرغ الحديثة). ففي الدفاع كانت الولايات المتحدة تعتمد على ميليشيات الدولة، التي كانت لا تحب القتال خارج بلدانها.
في 3 يونيو 1784، دعا الكونغرس، من أجل إنفاذ المطالبات الأمريكية على منطقة الشمال الغربي القديمة، إلى أن يقدم فوج اتحادي، يعرف باسم الفوج الأمريكي الأول، من حوالي 700 رجل، ويدفع ثمنه كل من بنسلفانيا ونيوجيرسي ونيويورك وكونيكتيكت.
وبما ان أكبر مجموعة (نحو 260 رجلًا) جاءت من بنسلفانيا، سمح لكومنولث بنسلفانيا باختيار قائد الفوج. فقد نجح توماس ميفلين، السياسي القوي في بنسلفانيا، في الدفع إلى أن يصبح صديقه يوشيا هارمار قائدًا. ووصف هارمار بأنه جنرال سياسي مولع بالخمور لم يحصل إلا على المنصب بسبب علاقاته السياسية. وكانت مهمة هرمار الأولى تدريب الفوج الأمريكي الأول، وفرض نظام تدريب صارم يهدف إلى تحويل أبناء المزارعين، العاطلين عن العمل من العمال في المدن، والمغامرين إلى جنود محترفين. وكان هرمار معروفًا بالتأديب الصارم الذي يعاقب جنوده بقسوة إذا كانت ملابسهم قذرة أو ظهر صدأ على أسلحتهم. أبلغ هارمار الكونغرس في سبتمبر 1784 أن تركيزه على الأسلوب البروسي والانضباط كان له نتائج حيث «تبدأ القوات في تكوين فكرة عادلة عن مهنة السلاح النبيلة». وبعد ذلك بوقت قصير، أمر هارمار بمسيرة إلى فورت بيت بسبب حاجة فصيله لفرض المطالبات الأمريكية على الشمال الغربي. لم يكن هارمار معجبًا بسكان فورت بيت، حيث كتب أنهم «عاشوا في أكواخ قذرة وكانوا ميالين إلى إيجاد المتعة بالخمور والقتال».
وبصفته قائد الفوج الأمريكى الأول، كان هارمار هو الضابط الكبير في جيش الولايات المتحدة في الفترة من 1784 إلى 1791، وهو قائد من فورت مكينتوش. في البداية، كان من المقرر أن يكون مقر الفوج الأمريكي الأولى في فورت بيت، ولكن وبسبب أن القادة الهنود الذين يتفاوض معهم لم يريدوا زيارة فورت بيت، قام هارمر بنقل قيادته إلى فورت مكينتوش. ووصف هارمار فورت مكينتوش عندما وجده أنه تعرض للنهب بشكل كامل من قبل المستوطنين المتوجهين إلى كنتاكي، وكتب أن المستوطنين «خربوا البوابات، والمباني..». وقد تأثر هرمار بغنى أرض الشمال الغربي. في عام 1785 كتب إلى صديق: «أتمنى لو كنت هنا لتنظر إلى روعة قلعة فورت مكينتوش».
وقع هارمار على معاهدة فورت مكينتوش في 21 يناير 1785، وهي نفس السنة التي أمر فيها ببناء قلعة هارمار بالقرب مما يعرف الآن بمارييتا، أوهايو. لم يفكر هارمار في معاهدة فورت مكينتوش التي وقع عليها للتو مع ديلاوير وأوتاوا وشيبيوا ووياندو التي تعتبر الآن جنوب شرق أوهايو إلى الولايات المتحدة لكي تكون قيمة كبيرة، وكتب: «بيني وبينكم، ستكون جميع المعاهدات ملغية وغير فعالة، حتى نمسك المناصب. إحدى المعاهدات التي عقدت في ديترويت ستعطي الولايات المتحدة الكرامة والنتائج، وستجيب على كل غرض».
حتى إنشاء المنطقة الشمالية الغربية في عام 1787، لم يكن لدى الشمال الغربي حكومة خارج الجيش الأمريكي، وحتى بعد إنشاء المنطقة الشمالية الغربية، كانت الإدارة الحربية تدير المنطقة لعدة سنوات أخرى. في هذا الوقت، بدأ مئات المستوطنين الأمريكيين، المتلهفين للاستيلاء على الأراضي الغنية الواقعة خارج نهر أوهايو، في الاستيطان بصورة غير قانونية في شمال غرب البلاد القديم، وفي مارس 1785، أمر الكونغرس هامار بطردهم حيث لم يتم إجراء أي مسح للأراضي حتى الآن ولم تبدأ الحكومة الأمريكية في بيع الأرض. ووصف هارمار عمليات الإخلاء بأنها عملية مؤلمة حيث اضطر جنوده إلى إجبار المستوطنين على مغادرة منازلهم الجديدة. وفي رسائله إلى الكونغرس، طلب هارمار أن يتم مسح الأرض وبيعها قبل أن يتم اجتياح الشمال الغربي بأكمله من قبل «عصابات خارجة على القانون وأفعالها عار على الطبيعة الإنسانية». وفي مايو 1785، عين الكونغرس الجغرافي توماس هوتشينز وأمره بالذهاب إلى الشمال الغربي لمسح جميع أراضي المنطقة، بدءًا بالنطاقات السبع. أمر الكونغرس هارمار بتوفير الحماية للمساحين على الأرض. وفي سبتمبر 1785، عندما وصل هوتشينز ومساحوه، أكد له هارمار أنه «يقوم بإصلاح آمن جدًا مع المساحين في تقاطع بنسلفانيا مع أوهايو». في أكتوبر 1785، أسس هارمار حصن هارمار لتوفير الحماية للمساحين.
كان أحد الهنود الذين رفضوا التوقيع على معاهدة التخلي عن أراضيهم هو شاوني، وكان هارمار قد أمر في أكتوبر 1785 بالتقدم إلى نهر ميامي العظيم لإقناع شوني بالتوقيع على أرضهم. في ذلك الوقت، رأى الكونغرس أن الهنود الذين يعيشون في الشمال الغربي القديم، بمساندة البريطانيين في الحرب الثورية، قد خسروا أرضهم التي كانوا سيطردون منها، وسلموا الأرض إلى المستوطنين الأميركيين. لم يشاطرهم الهنود وجهة النظر هذه بأنهم هزموا شعوبًا يعيشون في أرض كان لها حق في الانتماء للأمريكيين، وبدأ كثيرون يقاومون الجهود لترحيلهم.